# 博姿

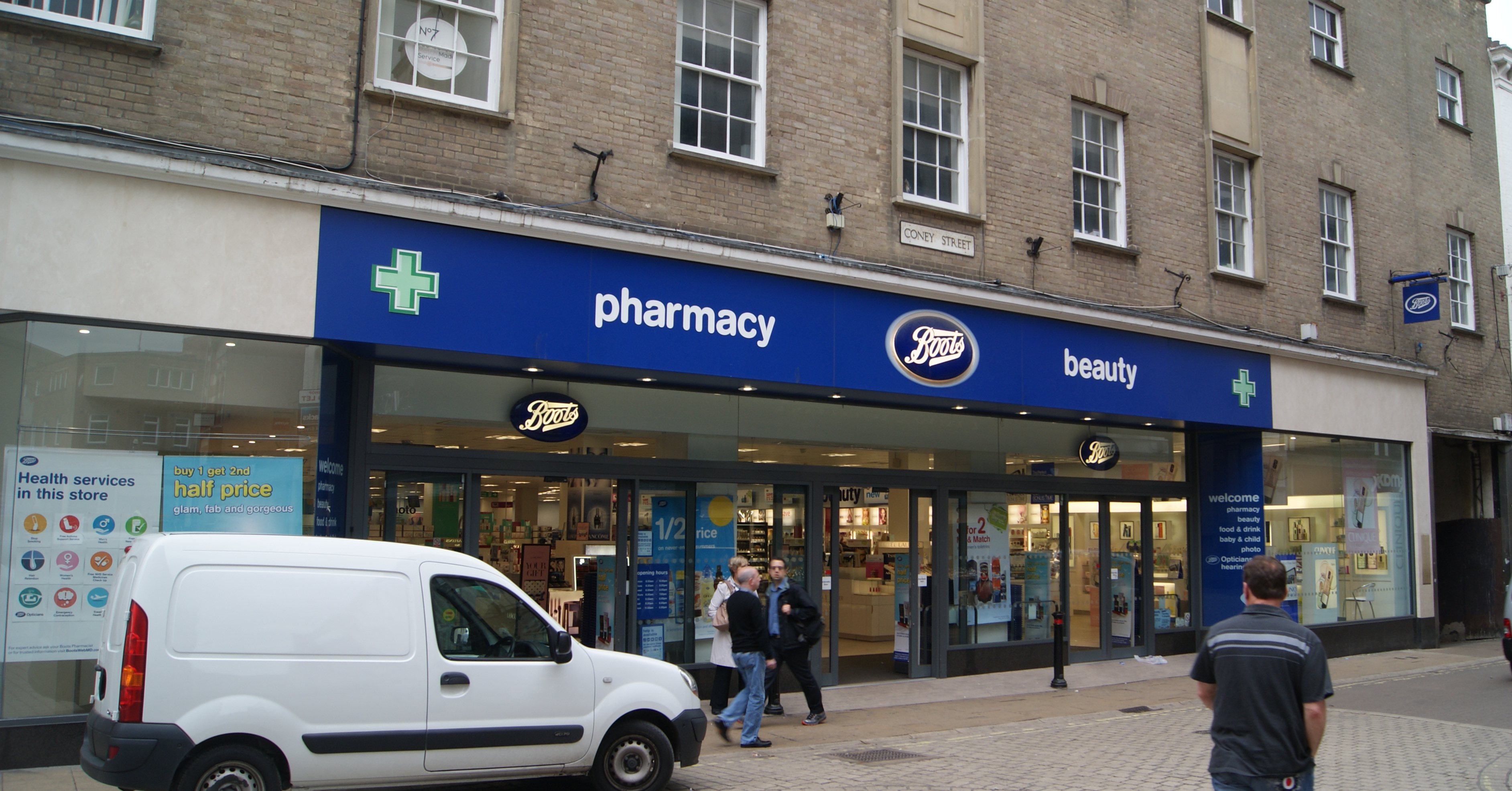
约克郡的一家店

博姿（Boots UK，原名Boots the Chemists Ltd，商業名稱Boots）是英國和愛爾蘭的一家連鎖藥妝店，在英國各大商店街、購物中心和機場都有店鋪。目前Boots在英國和愛爾蘭運營有超過2,200家店鋪。Boots創建於1849年。Boots也生產銷售No. 7等自己公司的化妝品品牌。

## 歷史

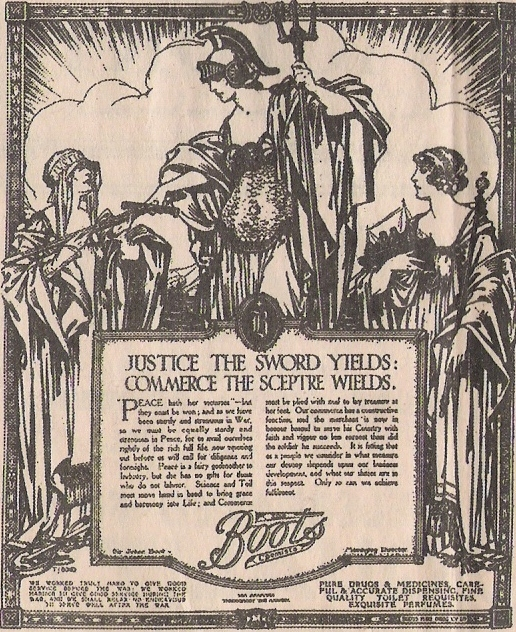
1911的廣告

該公司由約翰·博特（John Boot）創立於1849年，本來只是一家藥店。1860年約翰去世之後，由其子杰西·博特（Jesse Boot）和其遺孀繼續運營。1883年博特公司（Boot and Co. Ltd）成立，1888年改稱“Boots Pure Drug Company Ltd” 。1920年傑西將其賣給美國的聯合藥品公司（United Drug Company，今雷氏制药）。但由於大蕭條爆發，聯合藥品公司又在1933年將該公司賣了回去。創始人約翰·博特的孫子第2代特倫特男爵約翰·博特繼續領導該公司。
2006年7月31日與Alliance UniChem合併，形成聯合博姿（Alliance Boots）。沃尔格林在2014年12月31日用49亿美元现金和价值107亿美元的普通股买下联合博姿，形成了沃爾格林聯合博姿。合并后联合博姿已不存在。

## 外部連結
- Boots corporate website （页面存档备份，存于）
- Boots retail website （页面存档备份，存于）
- Learning at Work Case study of Boots Foundation Degree in Logistics and Supply Chain Management